# Maleae
Maleae je tribus ružovki, dio potporodice Amygdaloideae. Sastoji se od dva podtribusa. Najpopoznatiji predstavnik je jabuka (Malus), po kojemu je tribus imenovan.

## Opći opis
Maleae je jedno od najrasprostranjenijih plemena Rosaceae i uključuje nekoliko važnih voćnih kultura i ukrasnog bilja.

## Filogenomski uvidi u evoluciju gena plemena jabuka
U istraživanjima 2023. koristili su se nuklearni geni iz 62 transkriptoma/genoma, uključujući 26 novogeneriranih transkriptoma, kako bi se rekonstruirala filogenija  i proučila evolucija morfologije ploda i lišća te mogući učinak dupliciranja cijelog genoma (WGD).
Ova filogenija otkrila je 11 dobro podržanih kladusa i podržala monofiliju većine rodova (osim rodova Malus, Sorbus i Pourthiaea) s najmanje dvije uzorkovane vrste. WGD je lociran do najnovijeg zajedničkog pretka (MRCA) Maleae i datiran u otprilike prije 54 milijuna godina (Ma) blizu ranog eocenskog klimatskog optimuma, što potvrđuje da je Gillenieae (x = 9) roditeljska loza Maleae (x = 17) i uključuje duplicirane regulatorne gene povezane s podrijetlom mesnatog jabučastog voća. Predviđa se da će paralozi izvedeni duplikacijom cijelog genoma koji su zadržani u određenim linijama, ali izgubljeni u drugima, funkcionirati u razvoju, metabolizmu i drugim procesima. Pomak u diverzifikaciji i inovacijama morfologije voća i lišća dogodio se u MRCA podplemena Malinae, poklapajući se s prijelazom eocena u oligocen (c. 34 Ma), nakon kašnjenja od vremena WGD događaja. Ovi rezultati pružaju nove uvide u filogeniju Maleae, njezinu brzu diverzifikaciju te morfološku i molekularnu evoluciju.

## Podtribusi i rodovi
Tribus Maleae Small:
1. Subtribus Lindleyinae Reveal
  1. Lindleya Kunth (1 sp.)
  2. Kageneckia Ruiz & Pav. (3 spp.)
  3. Vauquelinia Corrêa ex Humb. & Bonpl. (3 spp.)
2. Subtribus Malinae Reveal
  1. Pyracantha Roem. (10 spp.)
  2. Malacomeles (Decne.) Decne. (5 spp.)
  3. Chamaemeles Lindl. (1 sp.)
  4. Amelanchier Medik. (21 spp.)
  5. Hesperomeles Lindl. (11 spp.)
  6. Crataegus L. (231 spp.)
  7. Mespilus L. (1 sp.)
  8. ×Crataemespilus E. G. Camus (0 sp.)
  9. Phippsiomeles B.B.Liu & J.Wen (5 spp.)
  10. Osteomeles Lindl. (3 spp.)
  11. Dichotomanthes Kurz (1 sp.)
  12. Cydonia Tourn. ex Mill (1 sp.)
  13. Aronia Medik. (2 spp.)
  14. ×Sorbaronia C.K.Schneid. (0 sp.)
  15. Torminalis Medik. (1 sp.)
  16. Chamaemespilus Medik. (1 sp.)
  17. Aria (Pers.) Host (56 spp.)
  18. Karpatiosorbus Sennikov & Kurtto (88 spp.)
  19. Chloromeles (Decne.) Decne. (3 spp.)
  20. Pourthiaea Decne. (27 spp.)
  21. Eriolobus (DC.) M. Roem. (1 sp.)
  22. Pseudocydonia (C.K.Schneid.) C.K.Schneid. (1 sp.)
  23. Chaenomeles Lindl. (4 spp.)
  24. Malus Mill. (36 spp.)
  25. ×Tormimalus Holub (0 sp.)
  26. Weniomeles B.B.Liu (2 spp.)
  27. Stranvaesia Lindl. (3 spp.)
  28. Rhaphiolepis Lindl. (47 spp.)
  29. Photinia Lindl. (27 spp.)
  30. Heteromeles M.Roem. (1 sp.)
  31. Cotoneaster Medik. (244 spp.)
  32. Cormus Spach (1 sp.)
  33. Pyrus L. (74 spp.)
  34. Sorbus L. (167 spp.)
  35. Micromeles Decne. (3 spp.)
  36. ×Sorbomeles Sennikov & Kurtto (0 sp.)
  37. Hedlundia Sennikov & Kurtto (51 spp.)
  38. Majovskya Sennikov & Kurtto (4 spp.)
  39. ×Scandosorbus Sennikov (0 sp.)
  40. Normeyera Sennikov & Kurtto (9 spp.)